# Uniwersytet Lizboński
Uniwersytet Lizboński (port. Universidade de Lisboa, ULisboa) – portugalska uczelnia zlokalizowana w Lizbonie, powstała w 2013 roku  w wyniku połączenia Uniwersytetu Lizbońskiego (UL)  z Politechniką Lizbońską (Universidade Técnica de Lisboa).
Uczelnia składa się z następujących jednostekː
- Wydział Architektury Faculdade de Arquitetura (FA)
- Wydział Sztuk Pięknych Faculdade de Belas-Artes (FBA)
- Wydział Nauk Ścisłych Faculdade de Ciências (FC)
- Wydział Prawa Faculdade de Direito (FD)
- Wydział Farmaceutyczny Faculdade de Farmácia (FF)
- Wydział Literaturoznawstwa Faculdade de Letras (FL)
- Wydział Medycyny Faculdade de Medicina (FM)
- Wydział Stomatologii Faculdade de Medicina Dentária (FMD)
- Wydział Weterynarii Faculdade de Medicina Veterinária (FMV)
- Wydział Kinezjologii Faculdade de Motricidade Humana (FMH)
- Wydział Psychologii Faculdade de Psicologia (FP)
- Instytut Nauk Społecznych Instituto de Ciências Sociais (ICS)
- Instytut Pedagogiki Instituto de Educação (IE)
- Instytut Geografii i Planowania  Instituto de Geografia e Ordenamento do Território (IGOT)
- Instytut Agronomii Instituto Superior de Agronomia (ISA)
- Instytut Nauk Politycznych Instituto Superior de Ciências Sociais e Políticas (ISCSP)
- Instytut Ekonomii i Zarządzania Instituto Superior de Economia e Gestão (ISEG)
- Instytut Techniki Instituto Superior Técnico (IST)